# Leonhard Thurneisser
Leonard Thurneysser zum Thurn (né le 22 juillet 1531 et mort en 1595 ou 1596), aussi nommé Thurneysser, Thurneysen ou Dornesius, est un médecin, alchimiste, entrepreneur d'origine suisse. Il travailla également en tant qu'orfèvre, exploitant minier et dirigeant d'une imprimerie au Monastère Gris de Berlin.  

## Biographie
Né le 22 juillet 1531 à Bâle et fils d'un orfèvre, il suit à l'origine la profession de son père. En parallèle, il étudie auprès du médecin Johann Huber, alors professeur de médecine à l'Université de Bâle, mais ne rejoint aucune université et ne possède aucun diplôme. Alors qu'il exerce à Bâle, il est poursuivi en justice pour une fraude impliquant les préteurs sur gages. Il est alors contraint de fuir Bâle en abandonnant son épouse.
Après avoir passé du temps en Hollande, en France et en Angleterre, il combat en tant que mercenaire pour le margrave Albrecht Alcibiade entre 1551 et 1553. À l'issue de la bataille de Sievershausen, il est fait prisonnier. Après sa libération, il exerce en tant qu'orfèvre à Nuremberg, et Strasbourg. Il se lance en tant qu'entrepreneur minier à Tarrenz et étudie parallèlement la médecine. C'est après avoir soigné la femme du prince électeur Jean II Georges de Brandebourg qu'il devient médecin personnel à partir de 1571.
Il se réclame de la tradition médicale de Paracelse.

## Ouvrages

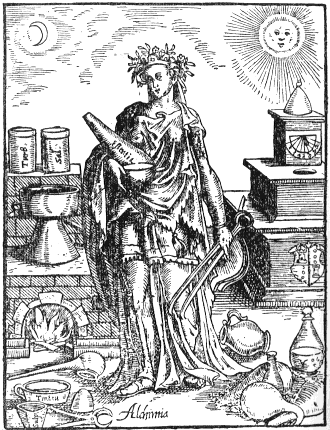
Allégorie de l'Alchimie, dans son ouvrage Quinta Essentia, 1574

Particulièrement prolifique, il fait publier de nombreux ouvrages qui traitent de médecine, d'astrologie ou encore d'alchimie.
Il s'est enrichi avec la conception d'horoscopes annuels, qu'il fit imprimer dans sa propre imprimerie.
Ses ouvrages les plus connus sont Archidoxa (1569), ouvrage astrologique, ainsi que Pison (1572), texte sur les fleuves et rivières aux vertus thérapeutiques.